# Kutlloci
Kutlloci (albanska: Kutlloci, (serbiska: Kutlovac) är en by i Kosovo. Den ligger i kommunen Mitrovica. Enligt den senaste folkräkningen år 2011 fanns det 473 invånare.

## Demografi
| Demografi | 2011 |
| --------- | ---- |
| albaner   | 464  |
| turkar    | 1    |
| bosniaker | 7    |
| okänt     | 1    |